# Бонштеттен, Альбрехт фон

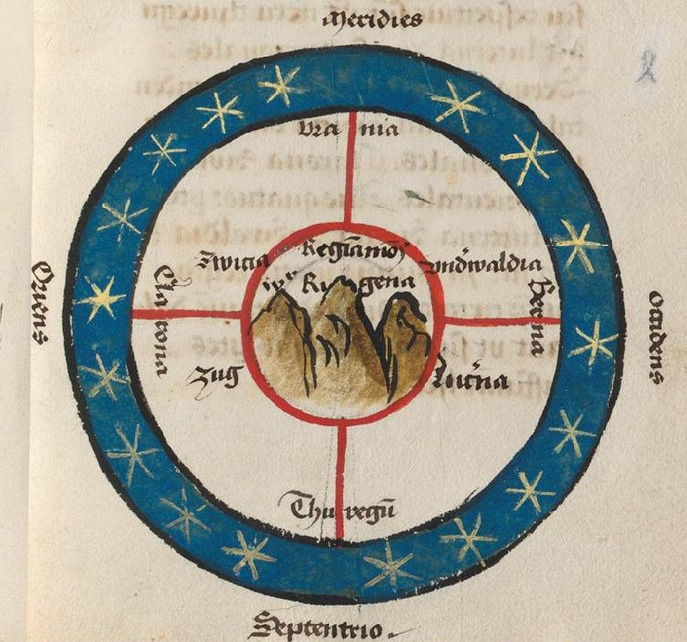
Карта средневековой Швейцарии из «Описания Верхнегерманской конфедерации» Альбрехта фон Бонштеттена, 1479/1480 г.

Альбрехт фон Бонштеттен (нем. Albrecht von Bonstetten, около 1442/1443, Устер близ Цюриха — около 1504/1505, Айнзидельн) — швейцарский историк и гуманист, монах-бенедиктинец, автор «Описания Верхнегерманской конфедерации» (лат. Superioris Germaniae Confoederationis descriptio, нем. Obertütscheit Eidgnosschaft stett und lender gelägenheit), первого историко-географического описания Швейцарского союза, а также первой истории Бургундских войн (1474—1477).

## Биография
Выходец из семьи баронов фон Бонштеттен, предки которых ещё в XIII веке служили германским королям Рудольфу I и Альбрехту I Габсбургам. Родился в семье фрайхерра Каспара, владевшего замками Устер и Вердегг (Хитнау) близ Цюриха, и фрайфрау Луизы фон Хоэнсакс.
В юном возрасте стал послушником Айнзидельнского аббатства в Цюрихе, вступив в нём не позже 1464 года в орден бенедиктинцев. Весной 1464 года сопровождал настоятеля монастыря Герольда фон Хоэнсакса, своего дядю по материнской линии, в поездке в Рим к папе Пию II.
После изучения в 1466—1468 годах «свободных искусств» во Фрайбурге и Базеле вернулся в Айнзидельн, где в 1469, по другим данным, в 1470 году, стал деканом.
С 1471 года изучал в Павии каноническое право, после чего в 1474 году рукоположен был в священники. В 1477 году стал придворным капелланом австрийского эрцгерцога Зигмунда Тирольского, в 1482 году гофпфальцграфом при дворе императора Священной Римской империи Фридриха III, а в 1491 году — придворным капелланом преемника последнего Максимилиана I Габсбурга, от которого в 1498 году получил звание доктора обоих прав (лат. Doctor utriusque iuris).
Поддерживал отношения со многими образованными современниками, политиками и церковными деятелями, в частности, дружил с писателем и переводчиком Николаусом фон Вайлем, познакомившим его с трудами Энеа Сильвио Пикколомини, вёл переписку с французским королём Людовиком XI, императором Фридрихом III, графом Вюртемберга Эберхардом Бородатым и др.
Умер в Айнзидельнском аббатстве в 1504/1505 году, по другим данным, 16 февраля 1509 года, в возрасте 64 лет.

## Сочинения
Является автором многих латинских трудов, в том числе первого исторического «Описания бургундской войны» (лат. Germanica praelia Karoli quondam Burgundiae ducis et finis ejus, нем. Darstellung der Burgunderkriege), составленного в 1477 году для эрцгерцога Зигмунда, на основании как официальных документов, так и рассказов очевидцев. Являлся, по сути, зачинателем «чёрной легенды» о бургундском герцоге Карле Смелом, выведя его в своём сочинении в образе тирана и завоевателя.
Наиболее известно его «Описание Верхнегерманской конфедерации» (лат. Superioris Germaniae Confoederationis descriptio, 1479) в 20-ти главах, которое является старейшим историческим, географическим и картографическим описанием Швейцарского союза. Согласно тогдашним представлениям, под «Верхней Германией» автор подразумевал кантон Швиц, от наименования которого позже пошло название всей страны.
Представив конфедерацию 8-ми швейцарских кантонов в качестве единого государственно-политического образования и легитимного субъекта международного права, фон Бонштеттен, в соответствии с картографическими представлениями своего времени, изобразил её территорию в виде замкнутого круга, центром которого является гора Риги (нем. Rigi) на границе кантонов Люцерн и Швиц, названная им «королевской горой» (лат. Regina mons).
Обстоятельный труд Бонштеттена был представлен в 1479 году королю Франции Людовику XI и дожу Венеции Джованни Мочениго, вместе с вышеназванным «Описанием бургундской войны». 22 мая 1480 года исправленный вариант сочинения получил римский папа Сикст IV.
В 1485 году появился перевод «Описания Верхнегерманской конфедерации» на средневерхненемецкий язык (нем. Obertütscheit Eidgnosschaft stett und lender gelägenheit). Научное издание книги было выпущено в 1847 году в Айнзидельне под редакцией субприора местной обители Галла Мореля.
Среди других латинских сочинений фон Бонштеттена можно отметить поэму «О гонениях на правосудие и другие добродетели» (лат. De Justitiae ceterarumque Virtutum exilio poema, 1470), гимнографический сборник «Семичасовой канон Деве Марии» (лат. Septem hore canonici virginis Mariae), «Рассуждение о вакантном титуле герцога Бургундии» (лат. Provisio vacantis ducatus Burgundiae, 1479), «Войну за Земпах» (лат. De conflictu in Sempach, 1479), жития швейцарских святых Николая из Флюэ (1479), Мейнрада Айнзидельского (1480), Иды фон Тоггенбург (1481), «Историю правящих домов Австрии» (лат. Historia domus Austriae, 1491), «Историю Айнзидельнского аббатства» (лат. Gesta monasterii Einsidlensis, 1494) и др.